# Roll Bounce
Roll Bounce è un film del 2005 diretto da Malcolm D. Lee.
È un racconto di formazione adolescenziale, ambientato a Chicago in un'estate di fine anni settanta, incentrato su un gruppo di amici appassionati di pattinaggio a rotelle e in particolare su uno di loro, Xavier detto "X", interpretato dal rapper Bow Wow.

## Colonna sonora
Questo è l'elenco delle canzoni contenute nel film, come riportate nei titoli di coda:
- Flashlight (George Clinton Jr., Bernard Worrell e William Earl Collins) - Parliament
- Bounce, Rock, Skate, Roll (Jerome Andrew Bell, Gregory Buffard e Vaughan Carrington Mason Jr.) - Vaughan Mason & Crew
- I Wanna Know Your Name (Kenneth Gamble e Leon Huff) - Keith Sweat
- Lovely Day (Bill Withers e Skip Scarborough) - Bill Withers
- Emotion (Barry Gibb e Robin Gibb) - Samantha Sang
- Can You Feel the Force (Christopher Amoo e Edward Amoo) - The Real Thing
- Love to Love You Baby (Pete Bellotte, Giorgio Moroder e Donna Summer) - Donna Summer
- Superman Lover (Johnny 'Guitar' Watson e Reynaldo Rey) - Johnny 'Guitar' Watson
- I'll Keep Loving You (Carl Douglas) - Carl Douglas
- Barracuda (Ann Dustin Wilson, Nancy Lamoureaux Wilson, Michael Joseph Derosier e Roger Fisher) - Heart
- Rock the Boat (Waldo Holmes) - Hues Corporation
- Baby Hold On (Eddie Money e James Lyon) - Eddie Money
- Sul bel Danubio blu (Johann Strauss) - Royal Philharmonic Orchestra
- Kung Fu Fighting (Carl Douglas) - Carl Douglas
- I'm Your Boogie Man (Harry Wayne Casey, Richard Raymond Finch) - KC and the Sunshine Band
- Pure Gold (James Harris III, Terry Lewis, Tony Tolbert, Bobby Ross Avila e Issiah J. Avila) - Earth, Wind & Fire
- Let's Roll (Ira Schick(man), Gary Brown e Chaka Khan) - Chaka Khan
- Easy (Lionel Richie) - The Commodores
- For All We Know (J. Fred Coots e Sam Lewis) - Donny Hathaway
- Boogie Fever (Frederick Perren e Kenny St. Lewis) - The Sylvers
- Pick Up the Pieces (Roger Ball, Allan Gorrie, Onnie McIntyre, Malcolm Duncan, Robbie McIntosh e Hamish Stuart) - The Average White Band
- Le Freak (Bernard Edwards e Nile Rodgers) - Chic
- Hollywood Swinging (Richard Westfield, Claydes Smith, Robert Bell, George Brown, Robert Mickens, Dennis Thomas e Ronald Bell) - Kool & the Gang
- Fire (Willie Beck, James Williams, Marshall Jones, Leroy Bonner, Marvin Pierce, Ralph Middlebrooks e Clarence Satchell) - Ohio Players
- Get Off (Carl Driggs e Ismael Angel Ledesma) - Foxy
- He's the Greatest Dancer (Bernard Edwards e Nile Rodgers) - Sister Sledge
- Boogie Oogie Oogie (Janice Marie Johnson e Percy Kibble) - Keyshia Cole featuring Fabolous

## Distribuzione
Il film è stato distribuito nelle sale cinematografiche statunitensi il 23 settembre 2005 in 1625 copie. A fronte di un budget produttivo di dieci milioni di dollari, ne ha incassati circa diciassette.

## Critica
Il film ha ottenuto un rating del 64% su Rotten Tomatoes (55 recensioni positive su 86) e di 59/100 su Metacritic (basato su 27 recensioni).